# آر پی ۲۰۴۰

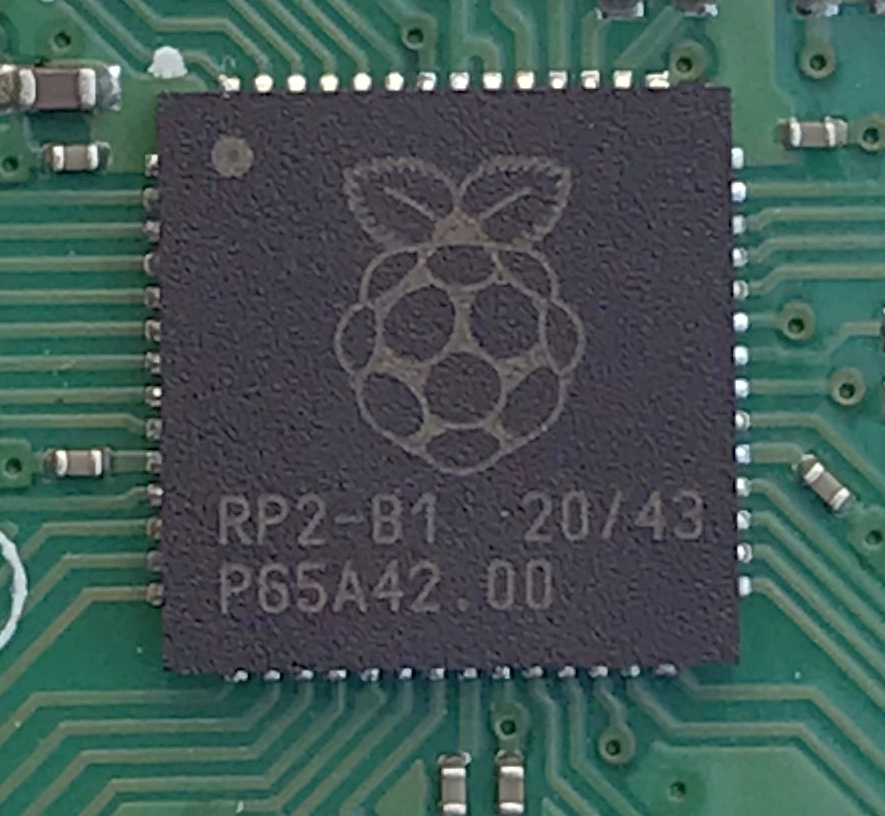
میکروکنترلر آر پی ۲۰۴۰

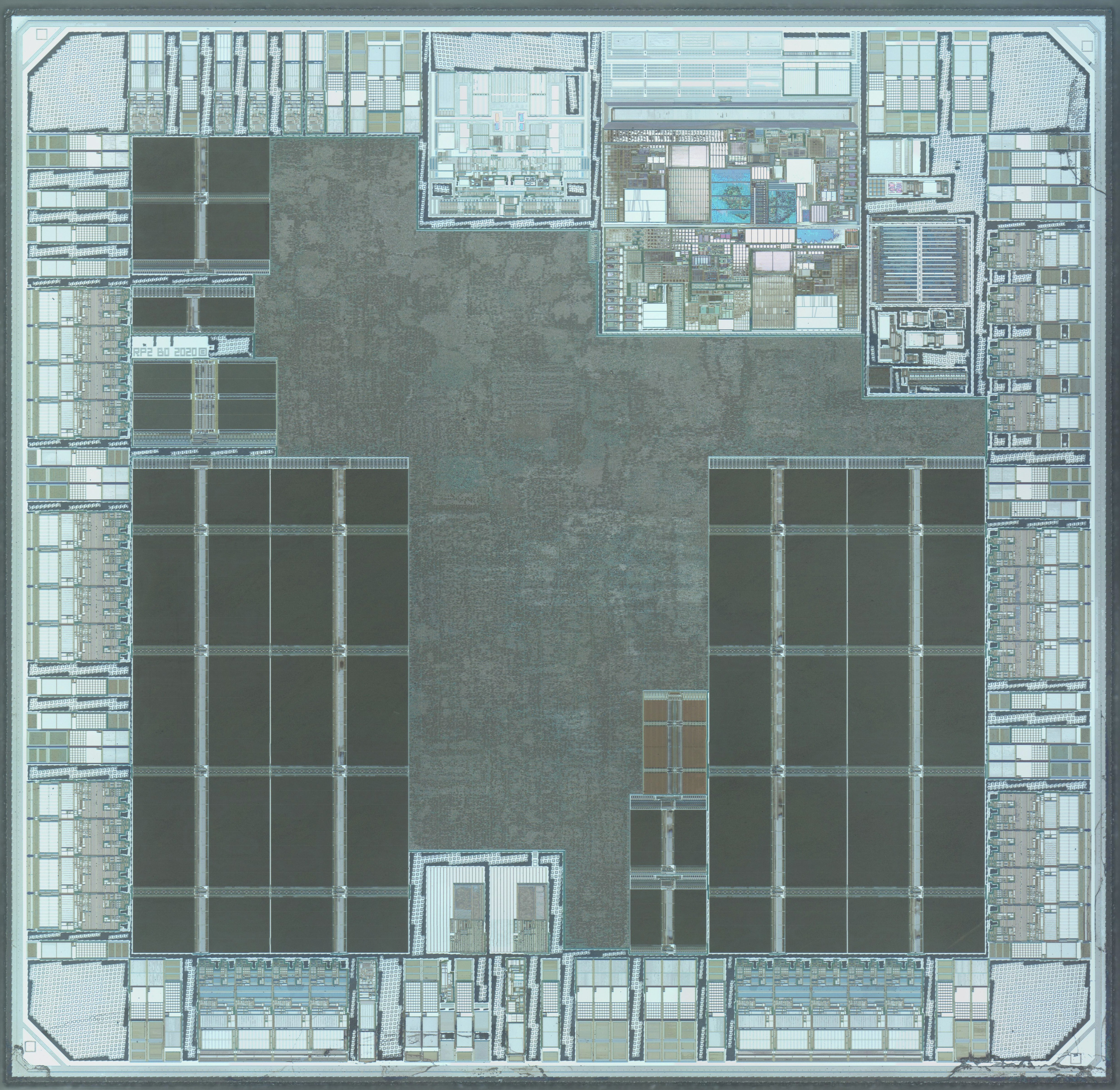
قالب RP2040

آر پی ۲۰۴۰  (RP 2040)  یک چیپ ۳۲ بیتی با پردازنده دو هسته ای +ARM Cortex-M0 است که  توسط  شرکت رزبریپای ساخته شده. در همان زمان، به عنوان بخشی از برد Raspberry Pi Pico منتشر شد.

## بررسی اجمالی
آر پی ۲۰۴۰ که در تاریخ ۲۱ ژانویه ۲۰۲۱ معرفی شد، اولین میکروکنترلر است که توسط رزبریپای یا (Raspberry Pi Ltd) طراحی شده است. این میکروکنترلر کم هزینه با قیمت ۴ دلار آمریکا می‌توان با زبان های اسمبلی ، Rust ، C / C++ و MicroPython برنامه ریزی کرد. برای اجرای TensorFlow Lite به اندازه کافی قدرتمند است.
در زمان اعلام، چهار تولیدکننده دیگر ( Adafruit ، Pimoroni ، Arduino ، SparkFun ) در مراحل پیشرفته طراحی محصول خود بودند و منتظر در دسترس بودن گسترده تراشه‌هایی بودند که برای تولید قرار می‌گرفتند. SparkFun از آن زمان محصولاتی را بر اساس RP2040 منتشر کرده است.
Hackaday به مزایای RP2040 اشاره می کند که از رزبری پای، مجموعه ویژگی های خوب و عرضه در بسته های ارزان قیمت است.
بر اساس دیتاشیت ، چندین تجدید نظر در تراشه وجود دارد: منبع کامل بوت رام آر پی ۲۰۴۰ را می‌توانید در https://github.com/raspberrypi/pico-bootrom بیابید.
این شامل هر دو نسخه 1 و نسخه 2 بوت رام است که به ترتیب با ویرایش های سیلیکون B0 و B1 مطابقت دارند.

## امکانات
این تراشه ی سیلیکونی 40 نانومتری در بسته‌بندی اس ام دی  ۷ میلی متر در ۷ میلی‌متری است.
- ویژگی های کلیدی:[۷]
  -  هسته‌های دوگانه ۱۳۳ مگاهرتزی ARM Cortex-M0+    (قابلیت اورکلاک تا بیش از 400 مگاهرتز [۸])
    - هر هسته دارای یک تقسیم کننده اعداد صحیح جانبی و دو interpolator است.

  - ۲۵۶ کیلوبایت SRAM در شش بانک مستقل
  - بدون فلش داخلی یا حافظه EEPROM (پس از تنظیم مجدد، بوت لودر سیستم عامل را از حافظه فلش خارجی یا گذرگاه USB در SRAM داخلی بارگیری می‌کند)
  - کنترلر باس QSPI، را پشتیبانی می‌کند تا ۱۶ مگابایت حافظه فلش خارجی
  - کنترلر DMA
  - نوار متقاطع AHB، کاملاً متصل
  - رگولاتور ریزش کم قابل برنامه ریزی روی تراشه (LDO) برای تولید ولتاژ هسته
  - 2 PLL روی تراشه برای تولید USB و ساعت هسته
  - 30 پین GPIO که 4 عدد از آن‌ها به صورت اختیاری می‌تواند به عنوان ورودی آنالوگ استفاده شود.
- لوازم جانبی:
  - 2 UART
  - 2 کنترلر SPI
  - 2 کنترلر I²C
  - 16 کانال PWM
  - کنترلر USB 1.1 و PHY، با پشتیبانی از هاست و دستگاه
  - 8 دستگاه ورودی-خروجی برنامه ریزی شده (PIO).

## همچنین ببینید
- آردوینو - خانواده برد میکروکنترلر محبوب
- ESP32 - مجموعه ای از سیستم های کم هزینه و کم مصرف روی میکروکنترلرهای تراشه با Wi-Fi یکپارچه و بلوتوث دو حالته.
- STM32 - خانواده ای از مدارهای مجتمع میکروکنترلر 32 بیتی
- Raspberry Pi - سری کامپیوترهای تک برد کوچک Raspberry Pi
- Thumby (کنسول بازی) - یک میکروکنسول به اندازه انگشت شست که توسط RP2040 طراحی شده است.